# الحرب الهندية الشمالية الغربية
الحرب الهندية الشمالية الغربية (بالإنجليزية: Northwest Indian War)‏ (1795-1785)، والتي تعرف أيضًا باسم حرب أوهايو، أو حرب السلحفاة الصغيرة وبأسماء أخرى، هي حرب دارت ما بين الولايات المتحدة وحلف يضم العديد من قبائل الهنود الأمريكيين للسيطرة على الإقليم الشمالي الغربي. وقعت هذه الحرب بعد قرون من الصراع على هذا الإقليم بين قبائل الهنود في المقام الأول، ثم بين التحالفات المتغيرة بين هذه القبائل والقوى الأوروبية التي تشمل: فرنسا، وبريطانيا العظمى ومستعمراتهم.
وبموجب اتفاقية باريس (1783)، التي أنهت الحرب الثورية الأمريكية تنازلت بريطانيا العظمى للولايات المتحدة عن «السيطرة» على الإقليم الشمالي الغربي، والتي احتلها العديد من القبائل الهندية الأمريكية. وبالرغم من إبرام الاتفاقية، احتفظ البريطانيون بحصونهم وسياساتهم هناك والتي قدمت الدعم للهنود في الأقاليم الشمالية الغربية. وقد أمر الرئيس جورج واشنطن الجيش الأمريكي بوقف الخصومة بين الهنود والمستوطنين وفرض السيادة الأمريكية على الإقليم. وقد عانى الجيش الأمريكي، والذي تكون من مجندين غير مدربين مدعومين برجال المليشيات غير المدربين بصورة متساوية، لسلسلة من الهزائم الكبيرة بما تضمن حملة هرمر (1790) وهزيمة سانت كلير (1791) والتي أعادت أصداء الانتصارات الهندية. وقد شهدت المعارك مقتل نحو 1000 فرد من الجنود الأمريكيين ورجال المليشيات بالإضافة لتعرض القوات الأمريكية لمزيد من الخسائر بما يفوق خسائر خصومهم.
وبعد كارثة سانت كلير، أمر واشنطن بطل الثورة الأمريكية الجنرال «المجنون» أنتوني واين بتنظيم قوات مقاتلة مناسبة وتدريبهم. وقد تولى واين قيادة الفيلق الأمريكي الجديد في فترة متأخرة من سنة 1793، حيث قاد جنوده لانتصار حاسم في معركة فولن تيمبرز سنة 1794، مما دفع القبائل الهندية المهزومة للتخلي عن الكثير من الأراضي بما في ذلك أوهايو الموجودة حاليًا بموجب اتفاقية جرينفيل سنة 1795.

## الخلفية

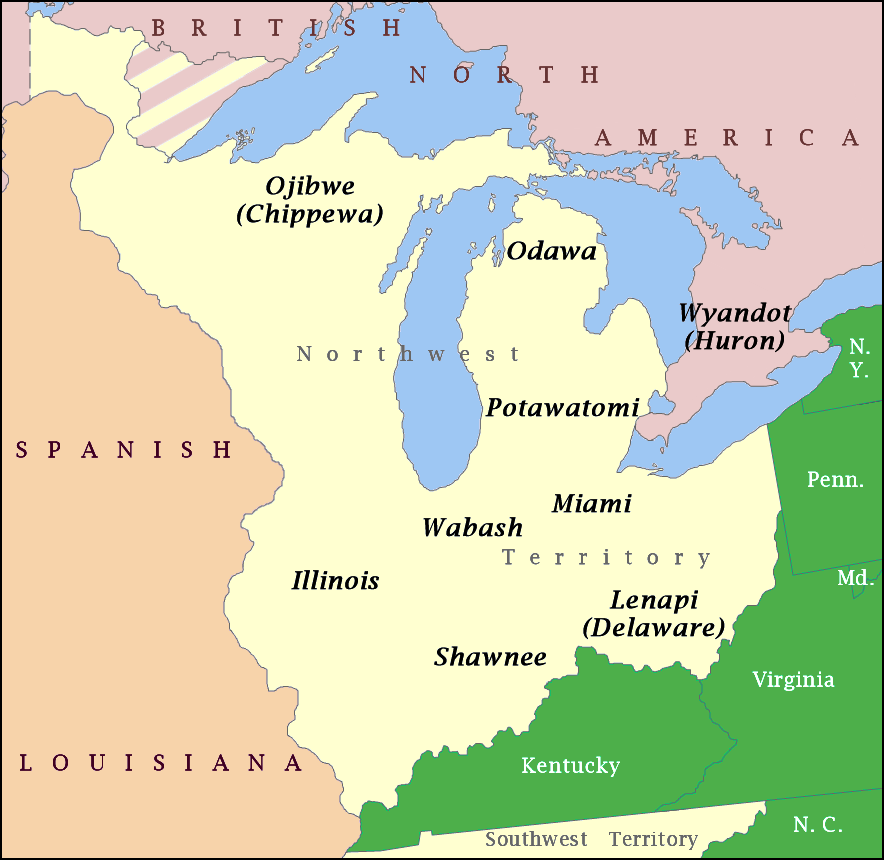
خريطة توضح التوزيع العام لقبائل الأمريكيين الأصليين في الإقليم الشمالي الغربي في وقت حرب شمال غرب الهند.

### حروب بيفر (فترة 1650)
كانت قد حدثت معارك حول السيطرة على الأراضي الواقعة شرق نهر المسيسيبي وجنوب البحيرات العظمى استمرت لقرون قبل تشكيل الحكومة الأمريكية. وفي سنة 1200 ميلاديًا تقريبًا، وبعد سنوات من الحروب الضارية، دفعت غزوات الإيروكواس الآتية من الجهة الشمالية العديد من قبائل الأمريكيين الأصليين خارج وادي أوهايو. وشملت القبائل التي دُفعت إلى خارج المنطقة الأوساج، وكاو، وبونكا وغيرها من القبائل التي تتحدث اللغات السيووية. وخلال القرون اللاحقة، هاجرت هذه الشعوب إلى ما اُعتبرت فيما بعد أراضيهم التقليدية بغرب نهر الميسيسبي في الوقت الذي كان فيه أول اتصال بأوروبا. وقد دفعت هذه القبائل بدورها الأمم الأخرى الهندية، مثل قبيلة كادو، إلى ناحية أبعد باتجاه الغرب.
وفي سنة 1680، وقف المستكشف الفرنسي صمويل دو شامبلان إلى جانب هنود الهيورون الذين يعيشون على طول ساحل نهر سانت لورانس ضد شعب لونجهاوس (الإيروكواس) الذين يعيشون فيما يعرف الآن بولاية نيويورك الشمالية والغربية. وقد أدى ذلك إلى عداء دائم من الإيروكواس تجاه الفرنسيين مما دفعهم للوقوف إلى جانب الهولنديين من تجار الفرو الذين توجّهوا إلى نهر هدسون سنة 1626 تقريبًا، حيث قدّم الهولنديون أسعارًا أفضل من الفرنسيين وباعوا الأسلحة النارية، والبلطات والسكاكين إلى الإيروكواس في مقابل الفرو.
وبواسطة هذه الأسلحة الأكثر تعقيدًا من أسلحة العصر الحديدي، قضى الإيروكواس تقريبًا على الهيورون وجميع الهنود المقيمين في المنطقة الغربية في دولة أوهايو خلال حروب بيفر والتي بدأت في فترة 1650. وكان الأمريكيون الأصليون يتنافسون على أراضي الصيد من أجل تجارة الفرو. بينما كانت القبائل الغربية قد أُضعفت أيضًا نتيجة أوبئة الأمراض الأوروبية المعدية والذين لم يكونوا قد اكتسبوا مناعة لمقاومتها. ولقد أدى استعمال الإيروكواس للأسلحة الحديثة إلى جعل الحروب أكثر فتكًا. حيث اعتبر المؤرخون أن حروب بيفر أحد الصراعات الأكثر دموية في تاريخ أمريكا الشمالية.
وبعد تحقيقهم للنصر، وسّع الإيروكواس أراضيهم بحق الغلبة. وقد أعاد عدد القبائل التي دفعت الجزية إليهم ترتيب خريطة القبائل بشرق أمريكا الشمالية. وقد تم القضاء على العديد من التحالفات الكبيرة، متضمنة الشعب المحايد، وقبيلة إري، وساسكويهانوك. وقد دفع الإيروكواس العديد من القبائل الأخرى إلى المناطق الواقعة عند نهر المسيسيبي أو الواقعة على ناحيته الأخرى. وقد أدى هذا واقعيًا إلى فراغ دولة أوهايو؛ حيث فرّت القبائل المهزومة ناحية الغرب هاربة من مقاتلي الإيروكواس. وبعد عودة الإيروكواس إلى نيويورك والشمال الشرقي، تركوا الإقليم الشمالي الغربي وكنتاكي وأوهايو غير مأهولةٍ بالسكان؛ حيث كانت القرى مهجورة غالبًا. وأعلنوا أن جميع أراضي وادي أوهايو أراضي صيد خاصة بهم دون غيرهم.

## وصلات خارجية
- ببليوغرافيا للعمليات الجيش القاري ضد الهنود